# Имададдин Насими
Сейид Али ибн Сейид Мухаммад, по-известен с псевдонима си Имададдин Насими (на азербайджански: İmadəddin Nəsimi или سئید علی عمادالدّین نسیمی, 1369 г., гр. Шамахъ – 1417 г., гр. Халеб), е азербайджански поет и мислител.

## Живот
Ранното си образование получава в родния си град Шамахъ, изучава тогавашните науки – история на религиите, логика, математика и астрономия.
Няма много информация за живота на Насими. В повечето източници го наричат Имададдин, но има източници, които споменават, че истинското име на Насими е Али и Омар. Много изследователи твърдят, че той е роден в Шамахъ, а други пишат, че е роден в Бурса, Тебриз, Баку, Диарбекир и дори в Шираз.
Бащата на поета Сейид Мухаммад е една от най-познатите личности в Ширван (историческа област в Задкавказие или Южен Кавказ, на западния бряг на Каспийското море, се разполага на територията на Азербайджан). Насими има брат, за когото е известно, че е живял в Шамахъ, писал е стихотворения под псевдонима Шах Хандан и е погребан в едноименното древно гробище Шахандан (най-древното от трите стари гробища в Шемахъ)<. В постислямския период Шамахъ става един от най-големите културни центрове. Тук функционират много училища, медресета, провеждат се поетически и музикални събирания, прочути в целия Изток, както и действат богати публични и частни библиотеки. Извън столицата, в мястото, наречено Мелхем, функционира и медицинска академия Дар-ул-Шафа, създадена от чичо на известния поет Хагани Ширвани (известен представител на класическата азербайджанска литература) – учен и лекар Кафиаддин. Ученическите години на Насими преминават в такава среда.
След обучението си по съответните науки на епохата Насими влиза в редиците на хуруфит Фазлулах Наими (Фазлуллах Астарабади) (поет и философ от XIV век, основоположник на хуруфизма), като се обогатява от образованието и обучението му. Той придружава учителя си Наими по време на всички негови пътувания и се жени за дъщеря му.
Анализът на произведенията на поета показва, че Насими е успял да получи толкова добро образование в Шамахъ, което би отговаряло на изисканията на най-добрите университети от онова време. Той усвоява философията на Класическия Изток и Древна Гърция, както и литературата им, запознава се отблизо с основите на исляма и християнството, дълбоко овладява медицина, астрономия и астрология, математика и логика. Той толкова добре е изучил езиците, че можел на едно и също ниво да създава стихотворения на азербайджански, персийски и арабски език. Езикът на неговите стихотворения, написани на азербайджански език, се отличава с богатството и близостта си до народната реч, използват се много пословици, поговорки, мъдри думи. Рубаите (рубаи – четиристишия в персийската поезия) на Насими са много близки до примери на азербайджанската поезия баятъ (баятъ – жанр на лирическото стихотворение, лирическо четверостишие в азербайджанския фолклор). В поезията на Насими често се споменават имената на известни учени и поети на Азербайджан и други източни държави. Сред тях можем да отбележим Ибн Сина (Авицена), Хагани Ширвани, Низами, Фелеки, Мансур ал-Халадж (ислямски мистик, суфи от IX-Х век), Фазлулах Наими (Фазлуллах Астарабади), Шейх Махмуд Шабустари (азербайджански учен, философ, един от най-големите теоретици на суфизма), Аухади Марагаи (азербайджански учен и философ от XIII – XIV век, поет-суфи) и други.
Във времената, когато хуруфитите са подложени на сериозен натиск от страна на Тимур (Тамерлан, Тимур Ланг), Насими скита далече от родината си, на него му се налага да живее в Ирак, Турция, Сирия. Той е екзекутиран в град Алепо (Халеб) заради пантеистичните си идеи, основани на учението на хуруфитите. Ибн ал-Имад ал-Ханбали пише за екзекуцията на Насими: „Той е шейхът на хуруфитите, той бил спокоен в Алепо (Халеб), увеличил се броят на неговите поддръжници, увеличават се елементите, противоречащи на остарелите обичаи; стигнало е дотам, че самият султан е заповядал да го екзекутират, той е обезглавен, одран, разпнат“.
Насими като професионален философ не представя идеите си в оформени трактати, тъй като след широко обхванатите суфийско-философските произведения на Ейналгузат Миянаджи (Хамадани) (прочут ирански философ и поет от XII век) и Ибн Араби е възможно по онова време да не се е чувствала нужда от написването на подобни трактати. Теоретичните основи на хуруфизма са вече разработени в творбите на Наими.

## Творчество
Насими използва богатството на езика в своите газели в собствения си майсторски стил. Понякога поетът построява стихотворенията си само в стила на обръщение и изразителни повторения. Например:
| „ | Два свята в мене се побират, но този свят не ме побира. Аз същността съм и не мога във битието да се вместя. | “ |

Поезията на философа-поет много бързо придобива популярност сред народите в Средна Азия, Турция и Иран. Заедно с Мансур ал-Халладж името му се превръща в символ на необичайна смелост вярност към собствените му убеждения. Неговите творби са преведени на много езици и поетите, творили на тези езици, му подражават. Мнозина са измъчвани, дори отдават живота си поради рецитирането сред народа на глас на стихотворенията на Насими и пропагандирането на неговите хуруфитски идеи.

### Ранни години
В ранните години на творчеството си Насими, като и неговия учител Наими, се придържа към позицията на суфизма и продължава учението на прочутия суфитски шейх Шибли. През този период поет пише своите произведения под псевдонимите „Хюсейни“, „Сейид Хюсейни“, „Сейид“. Но учението на суфита, ирански философ-поет Мансур ал-Халадж от X век е по-близо до духа на Насими. Именно той за пръв път казва „Аз съм Богът!“ За подобни богохулствени мисли Мансур ал-Халадж винаги е бил подлаган на гонения и накрая завършва живота си на бесилката. Насими, който също е готов на такава всеотдайност за убежденията си, се възхищава на Мансур и го възхвалява в своите творби. Интересно е, че дори и след като поетът става последвател на учението на хуруфитите, остава верен и на ал-Халладж. Тези думи в известен смисъл могат да се кажат и за философията на суфитите, привърженик на която Насими бил дълго време. Във връзка с това Зюмрюд Гулузаде пише: 
| „ | " В центъра на творчеството на Насими е един прекрасен Бог, в когото е влюбен лиричния герой, който го възвишава, усъвършенства и потопява в светлината си. За човека най-голямото чувство е да достигне до любовта, да се съдени с нея, да се стопи в нея и да изчезне. | “ |

 Поетът пише, че въпреки думите на тези, които смятат любовта за грях, той няма да се отклони от този път. Защото само този път може да доведе хората до Бога, до истината”. После четем: „Но постепенно в светогледа на Насими суфизмът се сменя с хуруфизъм.
Това преди всичко се отразява в промяната на пантеистичните възгледи на поета. В основата на тези възгледи вече не са любов и опиянение, а буква, разум. Оттогава Насими във философията се почита създадения от Наими хуруфизъм и пропагандира основните му положения. Но пропагандираният от Насими хуруфизъм не е точно повторение на създаденото от Наими учение“.
Диванът на Насими е публикуван в Азербайджан през 1972 г. от Хамид Мухаммадзада и в Иран веднъж под названието “Симург в нощната тъмнина" („Gecə qaranlığında Simurq“) по инициатива на Сейид Али Салех, през 1968 г. от Хюсейн Ахи, през 1980 г. с посредничество на издателство „Форуги“ и през 1972 г. от издателство „Неи“ с усилията на Джалал Пендари. Заместник-директорът на Института за ръкописи „Мухаммад Физули“ (поет и мислител от XVI век, класик на азербайджанската поезия) към Азербайджанската национална академия на науките доктор на филологическите науки Паша Каримов е сдобил от Националната библиотека в Анкара с копие на два екземпляра на дивана на големия азербайджански поет Имададдин Насими, написани на майчиния му език. Първият диван, състоящ от 83 листа е преписан с ясния шрифт, наречен насх. Вторият диван, състоящ от 308 листа също е написан с точен и красив почерк. Трябва да се каже, че този диван е най-обемният сред ръкописните дивани на Насими. В начало на дивана има надпис: „Divani-həzrəti-Seyyid Nəsimi qəddəsə sirülhül-əziz“ („Диван на почитаемия Сейид Насими, нека ковчегът му бъде пълен със светлина.“) В него влизат 711 газели (газела – малко стихотворение, предимно с любовно съдържание в лирическата поезия на източните народи), 6 тарджибанда (тарджибанд – в азербайджанската поезия една от формите на класически лирически стих), 3 месневи (месневи – двустишие), 9 мустазада (мустазад – форма на лирическия стих), 5 мухаммаса (мухаммас – петостишие), 603 рубаи, 3 гита (гита – форма на стиха). Привлича вниманието това, че в този екземпляр може да срещнем редица стихотворения, които не се срещат в ръкописни и печатни дивани на Насими. Тук са дадени за пръв път и 5 мухаммаса. Битува мнение, че е възможно тези стихотворения принадлежат на хуруфитите, които пишат произведения от негово име, възползвайки се от неговия авторитет, за да разпространят хуруфизма.

## Памет за Насими
- След придобиването на независимостта на Република Азербайджан Институтът за езикознание при Азербайджанската национална академия на науките е кръстен на името на Насими.
- На 15 ноември 2018 г. президентът на Азербайджан подписва Заповед за отбелязването през 2019 г. на 650-годишнината на Имададдин Насими.
- На 19 ноември 2018 г. в Московския държавен институт по международни отношения е открит бюст на Насими.[17]

### Озвучени стихотворения
- Расим Балаев – „Hardasan“ („Къде си“)
- Расим Балаев и други – „Məndə sığar iki cahan“ („Два свята в мене се побират“)
- Нураддин Мехдиханлъ – „Məndə sığar iki cahan“(„Два свята в мене се побират“)

### Музикални произведения, написани за стихотворения
- Песента на дервишите „İstəmə“ („Не желай“) от филма „Насими“, музика: Тофиг Гулиев[18]
- Песента на дервишите „Ey qafil, oyan“ („Пробуди се, невежа“) от филма „Насими“, музика: Тофиг Гулиев
- Зейнаб Ханларова – „Neynədi“ („Какво направи“)
- Камала Набиева–“Qatar təsnifi" (Мелодия „Гатар“ (гатар – наименование на един от класическите азербайджански мугами) („Върху останките от сърцето си намерих един тайнствен младеж.“)[18]

### Музикални произведения, посветени на Насими
- Дастан за Насими – балет на Фикрет Амиров.[19]

## Филмография
- „Насими“ (филм, 1971)
- „Насими“ (филм, 1973)[20]
- „Имададдин Насими“ (филм, 1973)
- „Два свята в мене се побират...“ (филм, 1973)[21]